# Lens (Bèlgica)
Lens (en való Linse) és un municipi belga de la província d'Hainaut a la regió valona. Està compost per les viles de Bauffe, Cambron-Saint-Vincent, Lens, Lombise i Montignies-lez-Lens. L'1 de gener del 2024 tenia 4.633 habitants.